# Liste der Biografien/Neb
Liste der Biografien |
Portal Biografien |
Personensuche
# |
A |
B |
C |
D |
E |
F |
G |
H |
I |
J |
K |
L |
M |
N |
O |
P |
Q |
R |
S |
T |
U |
V |
W |
X |
Y |
Z |
?
 
Na |
Nb |
Nc |
Nd |
Ne |
Nf |
Ng |
Nh |
Ni |
Nj |
Nk |
Nl |
Nm |
Nn |
No |
Nr |
Ns |
Nt |
Nu |
Nv |
Nw |
Nx |
Ny |
Nz
 
Nea |
Neb |
Nec |
Ned |
Nee |
Nef |
Neg |
Neh |
Nei |
Nej |
Nek |
Nel |
Nem |
Nen |
Neo |
Nep |
Ner |
Nes |
Net |
Neu |
Nev |
New |
Nex |
Ney |
Nez
Die Liste der Biografien führt alle Personen auf, die in der deutschsprachigen Wikipedia einen Artikel haben. Dieses ist eine Teilliste mit 159 Einträgen von Personen, deren Namen mit den Buchstaben „Neb“ beginnt.

## Neb

### Neba
- Nébald, György (* 1956), ungarischer Säbelfechter und Olympiasieger
- Nébald, Rudolf (* 1952), ungarischer Säbelfechter
- Nebamun, ägyptischer Wesir unter Haremhab, Ramses I., Sethos I. und Ramses II.
- Nebanch, ägyptischer Oberdomänenvorsteher
- Nebati, Nureddin (* 1964), türkischer Politiker
- Nebauer, Fritz, deutscher Fußballspieler

### Nebb
- Nebbia, Camila (* 1987), argentinische Jazz- und Improvisationsmusikerin (Saxophon, Komposition)
- Nebbia, Cesare (1536–1614), italienischer Maler
- Nebbia, Litto (* 1948), argentinischer Rocksänger
- Nebbien, Christian Heinrich (1778–1841), deutscher Garten- und Landschaftsarchitekt sowie Agrarreformer
- Nebbien, Marcus Johann (1755–1836), deutscher Kaufmann und Frankfurter Zeitungsverleger
- Nebbou, Mehdi (* 1971), französischer Schauspieler
- Nebbou, Safy (* 1968), französischer Schauspieler, Regisseur und Drehbuchautor

### Nebc
- Nebchasetnebet, Sohn des späteren Königs Sethos I.

### Nebe
- Nebe, Arthur (* 1894), deutscher SS-Gruppenführer und Chef des ReichskriminalpolizeiamtesArthur Nebe (* 1894)

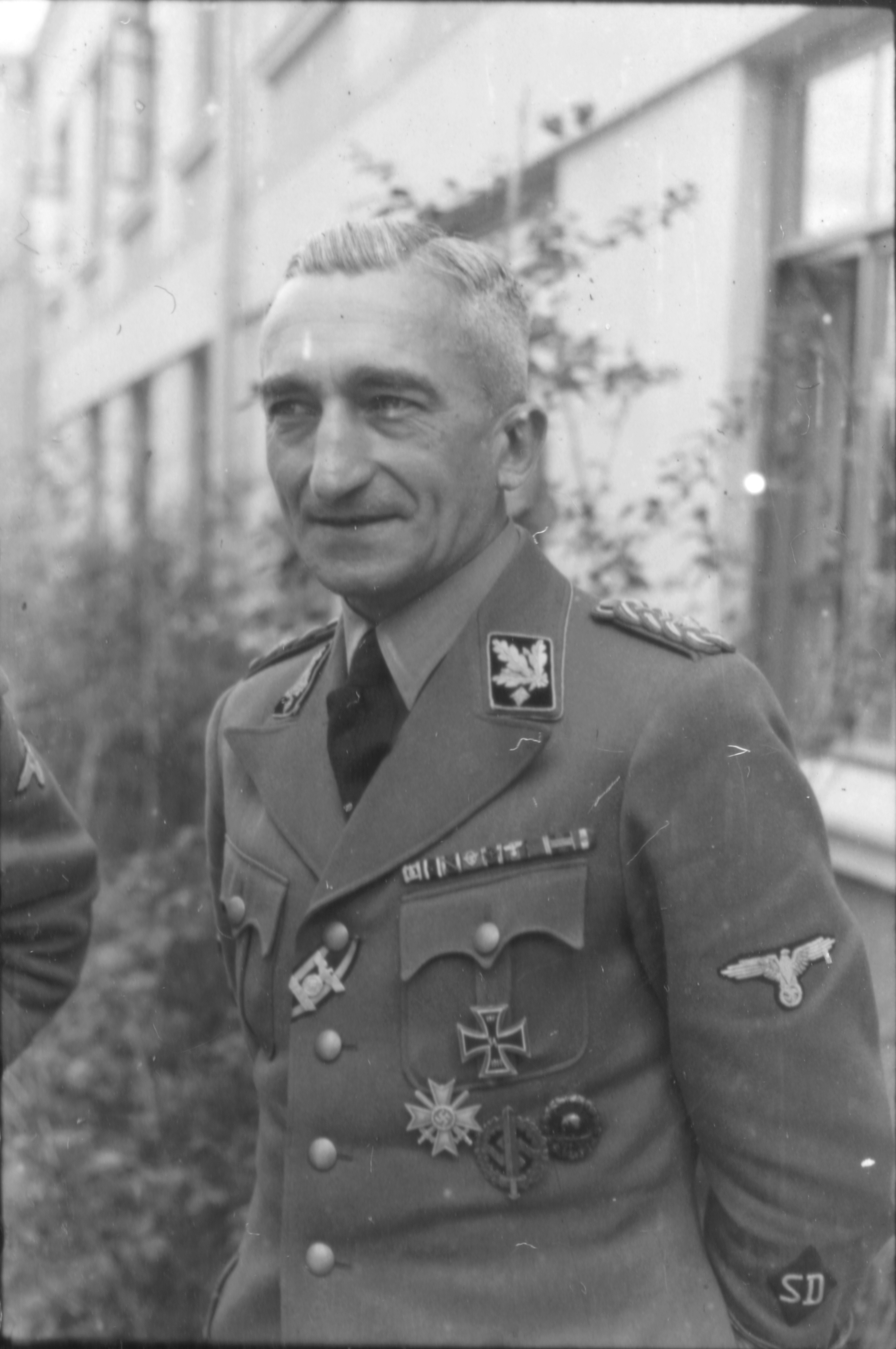
Arthur Nebe (* 1894)

- Nebe, August (1826–1895), deutscher evangelischer Theologe und Heimatforscher
- Nebe, August (1864–1943), deutscher Pädagoge
- Nebe, Bernhard (* 1957), deutscher Politiker (SPD)
- Nebe, Cai (* 1992), südafrikanischer Eishockeyspieler
- Nebe, Carl (1858–1908), deutscher Opernsänger (Bassbariton)
- Nebe, Carl (* 1868), deutscher Opern-, Konzert- und Unterhaltungssänger (Bass)
- Nebe, Gabriele (* 1967), deutsche Mathematikerin
- Nebe, Gustav (1835–1919), deutscher evangelischer Theologe, Generalsuperintendent von Westfalen
- Nebe, Herbert (1899–1985), deutscher Radrennfahrer
- Nebe, Hermann (1851–1926), deutscher Verwaltungsbeamter
- Nebe, Hermann (1877–1961), deutscher Schriftsteller und Journalist
- Nebe, Jack (* 1994), südafrikanischer Eishockeytorwart
- Nebe, Johann August (1775–1854), deutscher lutherischer Geistlicher, Theologe, Pädagoge
- Nebe, Katja (* 1972), deutsche Juristin und Hochschullehrerin
- Nebe, Otto-Henning (1908–1941), deutscher evangelischer Theologe
- Nebe, Sebastian (* 1982), deutscher Maler
- Nebe, Volkmar (* 1960), deutscher Drehbuch-, Roman- und Theaterautor
- Nebe, Wolfgang (1934–2019), deutscher Forstwissenschaftler
- Nebe-Pflugstädt, August (1828–1902), deutscher Jurist und Politiker
- Nebehay, Christian M. (1909–2003), österreichischer Antiquar, Kunsthändler, Kunstsammler und Autor
- Nebehay, Gustav (1881–1935), österreichischer Antiquar, Kunsthändler und Mäzen
- Nebehosteny, Josef (1852–1921), österreichischer Architekt
- Nebeker, Enos H. (1836–1913), US-amerikanischer Bankier und Regierungsbeamter
- Nebel, Angelika (* 1947), deutsche Pianistin
- Nebel, Bernhard (* 1956), deutscher Informatiker
- Nebel, Carl (1805–1855), deutscher Ingenieur, Architekt und Künstler
- Nebel, Carmen (* 1956), deutsche Fernsehmoderatorin
- Nebel, Charlotte Elisabeth (1727–1761), deutsche Kirchenlieddichterin und Erbauungsschriftstellerin
- Nebel, Christoph (1690–1769), deutscher Stiftsdekan und Weihbischof in Mainz, Titularbischof von Capharnaum
- Nebel, Daniel († 1626), deutscher Rechtswissenschaftler und Rektor der Universität Heidelberg
- Nebel, Daniel (1664–1733), deutscher Mediziner, Apotheker und Botaniker
- Nebel, Daniel Wilhelm (1735–1805), deutscher Mediziner und Chemiker sowie ehemaliger Rektor der Universität Heidelberg
- Nebel, Ferdinand (1782–1860), deutscher Architekt
- Nebel, Franz (1785–1859), französischer Bankier und Präsident der Handelskammer des Départements Bas-Rhin
- Nebel, Fritz (1891–1977), deutscher Nachrichtenoffizier
- Nebel, Gerhard (1903–1974), deutscher Schriftsteller, Essayist und Kulturkritiker
- Nebel, Heinrich Christoph (1715–1786), deutscher Literaturwissenschaftler, Rhetoriker und lutherischer Theologe
- Nebel, Herbert (* 1951), deutscher Informatiker, Mitglied Bündnis 90/Die Grünen
- Nebel, Hermann (1816–1893), deutscher Architekt und Stadtbaumeister in Koblenz
- Nebel, Johann Nikolaus (1752–1828), deutscher Kommunalpolitiker, Bürgermeister von Koblenz (1804–1808)
- Nebel, Kay H. (1888–1953), deutscher Maler
- Nebel, Ludwig (1857–1928), Präsident des Oberkonsistoriums der hessischen Landeskirche
- Nebel, Moritz (* 1991), deutscher Fußballspieler
- Nebel, Otto (1892–1973), deutscher Maler, Dichter und Schauspieler
- Nebel, Paul (* 2002), deutscher Fußballspieler
- Nebel, Rudolf (1894–1978), deutscher Raketenkonstrukteur und Mitbegründer des weltweit ersten Raketenflugplatzes in BerlinRudolf Nebel (1894–1978)

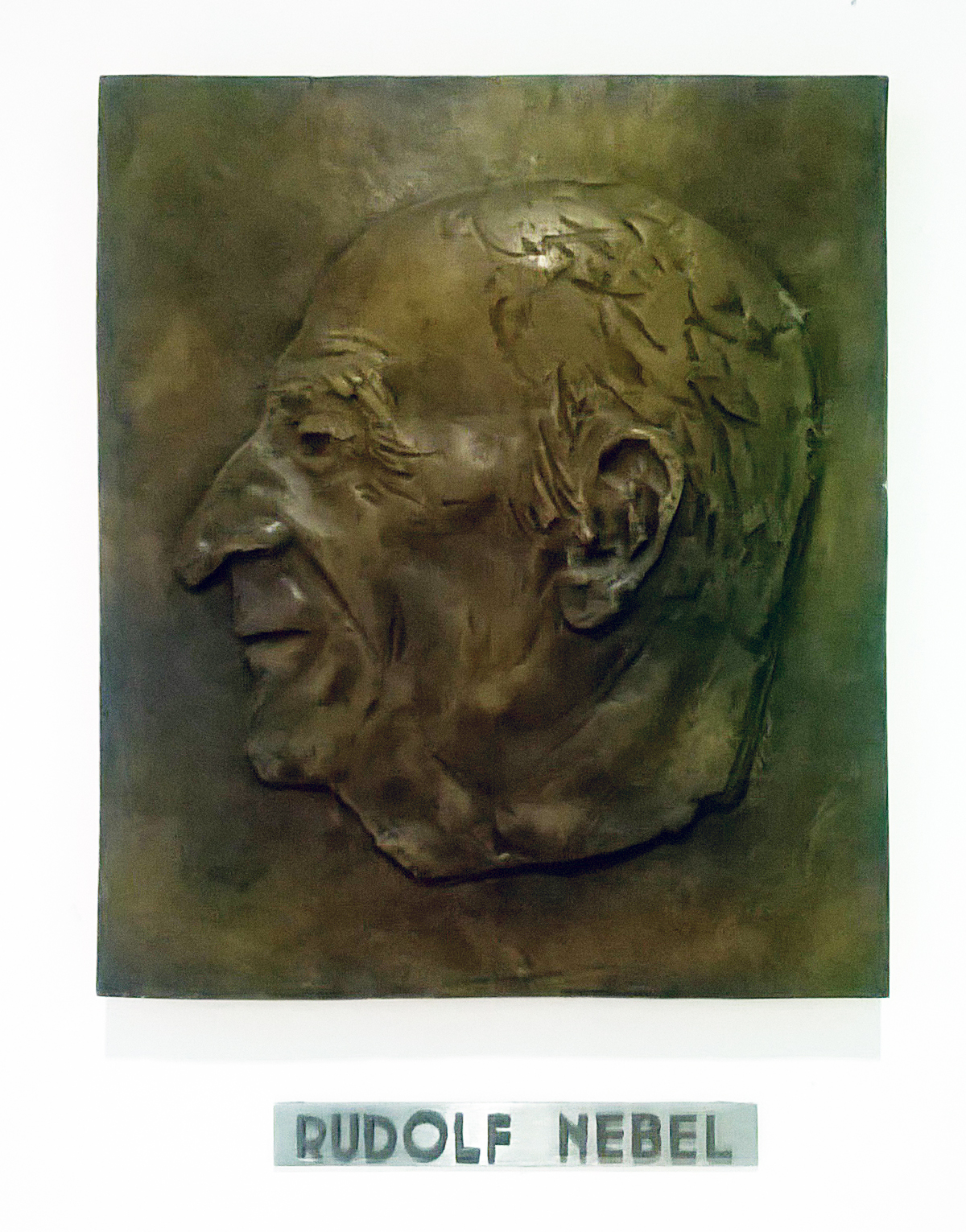
Rudolf Nebel (1894–1978)

- Nebel, Stefan (* 1981), deutscher Motorradrennfahrer
- Nebel, Wilhelm Bernhard (1699–1748), deutscher Mediziner und Physiker sowie Hochschullehrer
- Nebel, Wilhelm Michael (1804–1848), deutscher katholischer Schriftsteller
- Nebel, Willy (1897–1985), deutscher Hochschullehrer, Professor für Mechanische Technologie
- Nebel, Wolfgang (* 1956), deutscher Informatiker und Hochschullehrer
- Nebelin, Manfred (* 1955), deutscher Historiker
- Nebelin, Marian (* 1982), deutscher Historiker
- Nebelo, Peter (1957–2023), deutscher Politiker (SPD)
- Nebelsick, Louis Daniel (* 1957), US-amerikanischer Prähistoriker
- Nebelsieck, Heinrich (1809–1865), Landtagsabgeordneter Waldeck
- Nebelsieck, Heinrich (1861–1950), deutscher evangelischer Pfarrer und Superintendent
- Nebelsiek, Leo (1886–1974), deutscher Prähistoriker und Heimatforscher
- Nebelthau, August (1839–1888), deutscher Politiker
- Nebelthau, August (1871–1924), deutscher Politiker
- Nebelthau, Eduard (1902–1971), deutscher Speditionskaufmann, Unternehmer und Präses der Handelskammer Bremen
- Nebelthau, Friedrich (1806–1875), deutscher Jurist, Beamter und Politiker
- Nebelthau, Friedrich (1863–1947), deutscher Politiker (DDP), MdBB, Senator in Bremen
- Nebelthau, Johann Eberhard (1864–1914), deutscher Physiologe und Hochschullehrer
- Nebelthau, Otto (1894–1943), deutscher Schauspieler und Schriftsteller
- Nebelung, Günter (1906–1999), deutscher Jurist
- Nebelung, Günther (1896–1970), deutscher Jurist und Senatspräsident am Volksgerichtshof
- Nebelung, Hans (1924–2005), deutscher Fußballspieler
- Nebelung, Hella (1912–1985), deutsche Balletttänzerin und Galeristin
- Nebelung, Hermann (1910–1984), deutscher Ingenieur und Hochschullehrer
- Nebelung, Kurt (1889–1947), deutscher Bankier
- Nebelung, Paul-Friedrich (1900–1990), deutscher Politiker (NSDAP), MdR und Landrat
- Nebelung, Wilhelm (1864–1920), deutscher Journalist und Politiker (DDP)
- Nebelung, Wilhelm (1889–1964), Vorstandsvorsitzender der Gutehoffnungshütte
- Nebemachet, Prinz der altägyptischen 4. Dynastie
- Neben, Amber (* 1975), US-amerikanische Radrennfahrerin
- Neben, Claudia, deutsche Offizierin und erste U-Bootkommandantin der deutschen Marine
- Nebenführ, Christa (* 1960), österreichische Schriftstellerin
- Nebenführ, Karl (1900–1939), österreichischer Kommunist, Opfer der Stalinschen Säuberungen
- Nebenius, Karl Friedrich (1784–1857), badischer Beamter
- Nebennu, altägyptischer König
- Nebensja, Wassili Alexejewitsch (* 1962), russischer DiplomatWassili Alexejewitsch Nebensja (* 1962)

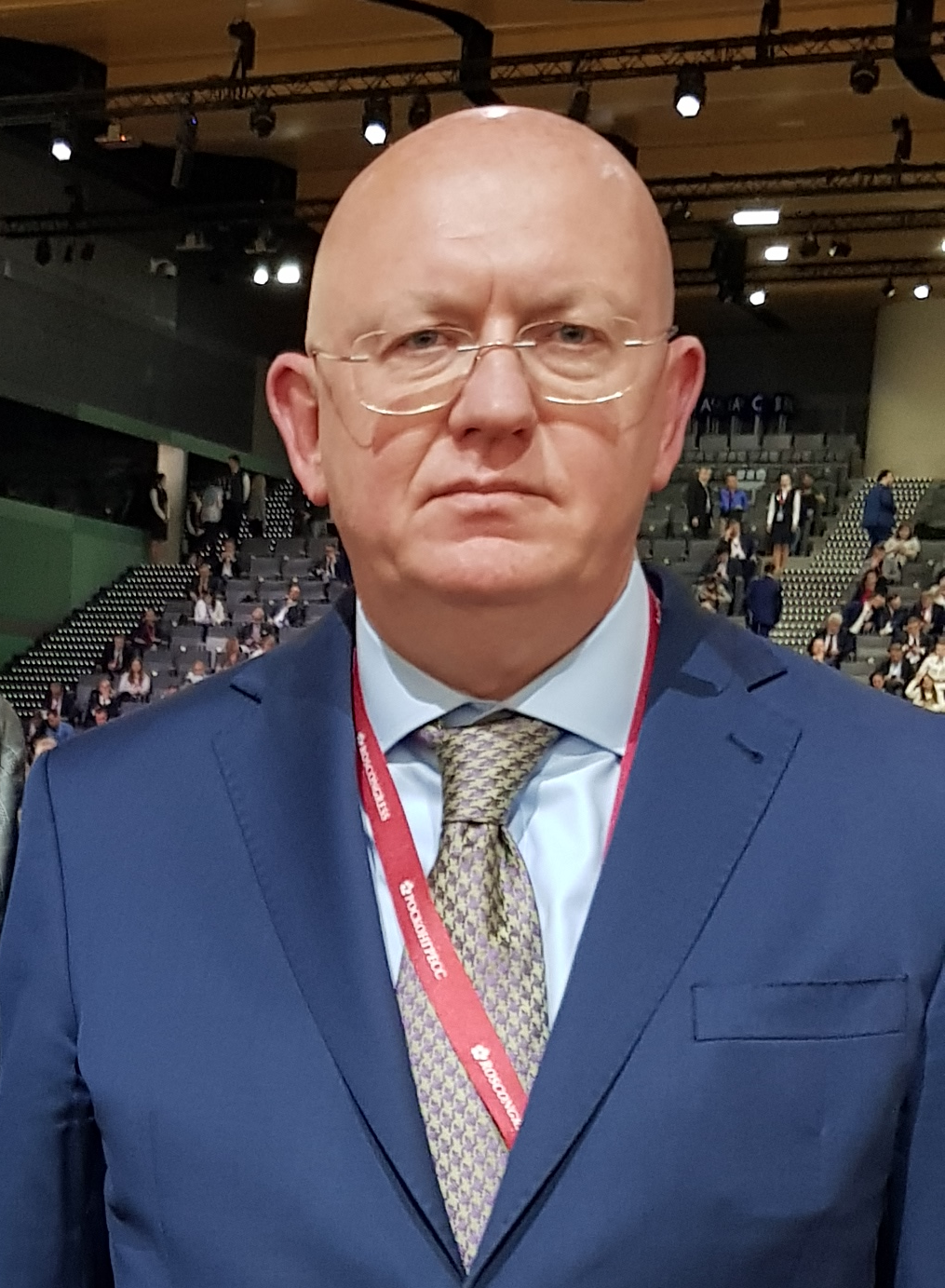
Wassili Alexejewitsch Nebensja (* 1962)

- Nebenzahl, Heinrich (1870–1938), deutsch-amerikanischer Kaufmann und Filmproduzent
- Nebenzahl, Leon (1910–1996), russisch-deutscher Übersetzer und Journalist
- Nebenzahl, Seymour (1897–1961), deutsch-amerikanischer Filmproduzent
- Neber, Jakob (1891–1968), deutscher Politiker (CDU), MdB
- Neber, Peter (1883–1960), deutscher Chemiker
- Nebes, Norbert (* 1955), deutscher semitischer Philologe und Islamwissenschafter
- Nebes, Oskar (1884–1939), sudetendeutscher Landrat
- Nebeský, Václav Bolemír (1818–1882), tschechischer Dichter, Philosoph
- Nebesky-Wojkowitz, René (1923–1959), österreichischer Ethnologe und Tibetologe
- Nebesnyj, Iwan (* 1971), ukrainischer Komponist und Musikproduzent
- Nebet, Gemahlin des altägyptischen Königs Unas
- Nebet-tah, altägyptische Prinzessin der 18. Dynastie
- Nebetneferumut, Tochter von Psammetich I.., Gottesgemahlin des Amun
- Nebetnehet, ägyptische Königin
- Nebettaui, Tochter und Gemahlin des Pharaos Ramses II.
- Nebez, Cemal (1933–2018), kurdischer Sprachwissenschaftler, Autor und Übersetzer

### Nebf
- Nebfaure, altägyptischer König der 14. Dynastie

### Nebg
- Nebgen, Christoph (* 1975), deutscher katholischer Kirchenhistoriker

### Nebh
- Nebhetep, altägyptischer Beamter der 2. Dynastie
- Nebhut, Ernst (1898–1974), deutscher Schriftsteller, Librettist und Drehbuchautor

### Nebi
- Nebiaut, altägyptischer Bildhauer
- Nebigast, Prinz der Chamaver
- Nebihi, Bajram (* 1988), deutscher Fußballspieler
- Nebiker, Hans-Rudolf (1929–2008), Schweizer Politiker (SVP)
- Nebiki, Kensuke (* 1977), japanischer Fußballspieler
- Nebimen, altägyptischer Bildhauer
- Nebimen, altägyptischer Goldschmied und Bildhauer
- Nebinger, Gerhart (1911–1997), deutscher Archivar und Genealoge
- Nebinger, Rolf (1917–1999), deutscher Politiker (CDU)
- Nebiolo, Primo (1923–1999), italienischer Sportfunktionär
- Nebirirau I., altägyptischer König (Pharao) der 17. Dynastie
- Nebit, altägyptischer Wesir
- Nebitka, Beamter unter König Den

### Nebk
- Nebka, altägyptischer König der 3. Dynastie
- Nebkare, altägyptischer König der 3. Dynastie
- Nebkauhor-Idu, Prinz der altägyptischen 6. Dynastie
- Nebkaure Cheti, altägyptischer König der 10. Dynastie

### Nebl
- Neblung, Friedrich (1860–1929), deutscher Konstrukteur der ersten Automaten zur Produktion von technischen Federn in Deutschland
- Neblung, Jörg (* 1967), deutscher Sportleragent und Spielervermittler

### Nebm
- Nebmaatre, altägyptischer Kleinkönig
- Nebmaatre, Hoherpriester in Heliopolis

### Nebn
- Nebneteru, altägyptischer Beamter

### Nebo
- Nebogatow, Nikolai Iwanowitsch (1849–1922), russischer Admiral
- Neboli, Laura (* 1988), italienische Fußballspielerin
- Nebolsin, Pawel Iwanowitsch (1817–1893), russischer Geograph und Forschungsreisender
- Nebolsina, Wera Walerjewna (* 1989), russische Schachspielerin
- Neborak, Wiktor (* 1961), ukrainischer Dichter, Schriftsteller, Übersetzer, Literaturkritiker, Essayist und Musiker
- Neboux, Adolphe Simon (1806–1885), französischer Marinechirurg und Naturforscher

### Nebr
- Nebra, José de (1702–1768), spanischer Komponist der Vorklassik
- Nebre, ägyptischer König der 2. Dynastie
- Nebreda, Óscar (* 1945), spanischer Comicautor
- Nebrida, Paolo (* 1994), philippinischer Dartspieler
- Nebrig, Alexander (* 1976), deutscher Germanist
- Nebrig, Otto (1876–1969), deutscher Politiker (SPD, SED)
- Nebrija, Antonio de († 1522), kastilischer Humanist und Philologe

### Nebt
- Nebtinubchet Seschseschet, Prinzessin der altägyptischen 6. Dynastie

### Nebu
- Nebukaure, ägyptischer Gaufürst
- Nebusaradan, Oberster der Leibgarde Nebukadnezars
- Nebuschka, Lissi (1888–1966), deutsche Schauspielerin und Sängerin bei Bühne und Stummfilm

### Nebw
- Nebwahib, altägyptischer Bildhauer

### Neby
- Nebyla, Boris (* 1976), slowakischer Solist der Wiener Staatsoper, Tänzer, Tanzlehrer und Choreograph
- Nebylizki, Anton Nikitowitsch (* 1989), russischer Rennfahrer